# لاحسات
لاحسات أو حشرة السمك الفضي (الاسم العلمي: Lepismatidae)، فصيلة حشرات بدائية عديمة الأجنحة تضم حوالي 190 نوعًا موصوفًا.